# Chitrakoot
Chitrakoot es una localidad de la India situada en el distrito de Satna, en el estado de Madhya Pradesh. Según el censo de 2011, tiene una población de 23 316 habitantes.
Ubicada a orillas del río Mandakini, es un centro de peregrinaje repleto de templos antiguos, ghats (orillas escalonadas de un río), lagos sagrados y ashrams, casi todos los cuales recuerdan a los cuentos de la epopeya hindú Ramayana.